# Gare de Lassigny
 (février 2020).
Si vous disposez d'ouvrages ou d'articles de référence ou si vous connaissez des sites web de qualité traitant du thème abordé ici, merci de compléter l'article en donnant les références utiles à sa vérifiabilité et en les liant à la section « Notes et références ».
La gare de Lassigny est une gare ferroviaire française, fermée et désaffectée, de la ligne de chemin de fer secondaire de Noyon à Montdidier. Elle est située sur le territoire de la commune de Lassigny dans le département de l'Oise.

## Histoire
La gare est mise en service par la Compagnie des Chemins de fer de Milly à Formerie et de Noyon à Guiscard et à Lassigny.